# Прокуна, Флор
Флор де Мария Прокуна Чаморро (исп. Flor de Maria Procuna Chamorro; 20 мая 1952, Мехико, Мексика — 1 марта 2025, Гвадалахара, Халиско, Мексика) — известная мексиканская актриса c никарагуанскими корнями.

## Биография
Родилась 20 мая 1952 года в Мехико. С детства мечтала стать актрисой и уже в 16-ти летнем возрасте попробовала себя в кино — дебютировала в мексиканском телесериале Агата, играя эпизодическую роль вместе с такими прославленными актёрами как Сокорро Авелар, Анхелика Мария, Алисия Монтойя, Карлос Рикельме и Бланка Санчес. Она со своей эпизодической ролью справилась так блестяще, что вскоре мексиканские режиссёры начали приглашать новоиспечённую звезду в ведущие роли, а продюсер сериала Агата Эрнесто Алонсо её назвал ярчайшей восходящей звездой мексиканского кинематографа. После ошеломляющего успеха, она успела сняться ещё в 16 фильмах и сериалах. В России актриса известна благодаря ролям Ирмы Рамос в культовой теленовелле Богатые тоже плачут и соседки Мириам Ассеведо в культовой теленовелле Дикая Роза. После исполнения роли в сериале Гроза в раю в 2007 году, актриса порвала с кинематографом по неизвестным причинам.
Скончалась 1 марта 2025 года в Гвадалахаре в возрасте 72 лет.

## Фильмография

### Фильмы
- 1970 — Циник
- 1970 — Рай — Вики.
- 1970 — Кто-то хочет убить нас
- 1970 — Tapame contigo (не переводится)
- 1973 — Моя официантка
- 1975 — За этой дверью — Элоиса.
- 1979 — На канате от голода
- 1980 — Семь жизней
- 1986 — Ложь — Анхелика.

### Сериалы

#### Televisa
- 1968 — Агата
- 1973 — Чужак в деревне
- 1979 — Богатые тоже плачут — Ирма Рамос (дубляж.Людмила Стоянова).
- 1981 — Соледад — Сандра.
- 1982 — Ванесса — Нурсе Норма.
- 1987—1988 — Дикая Роза — соседка Мириам Ассеведо.
- 2007 — Гроза в раю — Росалинда.